# Grand Prix Nowej Zelandii na żużlu
Grand Prix Nowej Zelandii w sporcie żużlowym to zawody z cyklu żużlowego Grand Prix.
To drugie zawody prestiżowego cyklu rozgrywane poza Europą. W październiku 2002 roku żużlowcy ścigali się w zawodach o Wielką Nagrodę Australii na stadionie w Sydney. Władze zarządzające cyklem Grand Prix zadecydowały o rozegraniu jednej z rund w Nowej Zelandii – kraju o wielkich tradycjach żużlowych, stąd pochodzą między innymi Barry Briggs czy Ivan Mauger. I tak w Auckland odbyła się pierwsza impreza z cyklu Grand Prix. Były to zawody inaugurujące sezon 2012.

## Historia zawodów
Próby zorganizowania jednej z rund Grand Prix w Nowej Zelandii podjęto w 2010 roku. Władze miasta Tauranga wyszły z inicjatywą rozegrania turnieju na obiekcie Baypark Speedway. Niestety ze względów finansowych wycofano się z pomysłu.
31 marca 2012 roku rozegrano pierwsze w historii zawody o Grand Prix Nowej Zelandii. Na torze Western Springs zwyciężył Amerykanin Greg Hancock. Podium uzupełnili Jarosław Hampel oraz Nicki Pedersen.

## Podium
| Sezon | Nr tur.        | Miejsce  | Stadion         |                  |                 |                    |
| 2012  | 1 (145) wyniki | Auckland | Western Springs | Greg Hancock     | Jarosław Hampel | Nicki Pedersen     |
| 2013  | 2 (157) wyniki | Auckland | Western Springs | Jarosław Hampel  | Tomasz Gollob   | Nicki Pedersen     |
| 2014  | 3 (169) wyniki | Auckland | Western Springs | Martin Smolinski | Nicki Pedersen  | Krzysztof Kasprzak |

- Zwycięzcy

1x – Greg Hancock, Jarosław Hampel, Martin Smolinski
- Finaliści

3x - Nicki Pedersen;
2x – Jarosław Hampel, Greg Hancock;
1x – Jason Crump, Tomasz Gollob, Krzysztof Kasprzak, Fredrik Lindgren